# Ringmoor
Die Steinreihe, die Steinkiste und der Steinkreis von Ringmoor sind prähistorische Steinsetzungen in Ringmoor Down im Süden von Devon in England. Sie befinden sich etwa fünf Kilometer östlich der A386, nordöstlich des Dorfes Shaugh Prior. Sie liegen etwa 300 Meter nördlich vom Steinkreis von Brisworthy im oberen Plym-Tal.

## Beschreibung
Der Steinkreis hat etwa 12,6 m Durchmesser und besteht aus elf Steinen. Der gestörte zentrale Cairn hat 9,5 m Durchmesser und ist 0,4 m hoch. Der Cairn-Kreis war zu Beginn des 20. Jahrhunderts zerstört. Es stand nur noch ein Stein und vier Steine waren umgefallen. Die Positionen von sechs anderen Steinen wurden durch Gruben dargestellt. Im Jahre 1909 wurde der Kreis von Reverend Sabine Baring-Gould auf zweifelhafte Weise restauriert und fünf der heutigen Steine stammen von woanders.
An diesem Kreis beginnt eine fast 350 Meter lange Steinreihe, mit maximal 1,0 Meter hohen Steinen. Die an einigen Stellen doppelt verlaufende Reihe ist ziemlich beschädigt.